# 공산고등학교
공산고등학교(公山高等學校)는 전라남도 나주시 공산면 금곡리 819-4에 있었던 공립 고등학교이다.

## 학교 연혁
- 1983년 3월 1일 : 개교
- 2013년 3월 1일 : 폐교 및 나주고등학교와 통합[1]

## 같이 보기
- 전라남도의 폐교 목록